# Simon Kearney
Simon Kearney est un auteur-compositeur-interprète né le 28 mars 1996 à L’Ancienne-Lorette au Québec. Il est le créateur du terme pop’n’roll, terme qu’il utilise pour définir sa musique. 
Il lance un premier EP de 4 chansons en 2013. Son premier album, «La vie en mauve», réalisé par Antoine Gratton, paraît en 2015, alors qu’il a seulement 17 ans. En 2018, Kearney lance l’extrait «C’pas les raisons qui manquent». Cette chanson se hisse jusqu’à la 30e position du Top 100 BDS et jusqu’à la 15e position du palmarès pop-rock BDS. En janvier 2019, Simon Kearney lance l’album «Maison ouverte» sous l’étiquette Sphere Musique.
Kearney a été la tête d’affiche du Festival d’été de Québec en 2015, 2016 et 2019.

## Biographie

### Ses débuts dans le domaine des arts
Simon Kearney est passionné par la musique, et par les arts de la scène en général, depuis son enfance. À 4 ans, ses parents l’assoient devant un piano. Dès l’âge de 5 ans, ils l’inscrivent à des cours de guitare puisqu’il semblait s’y intéresser. Le coup de foudre fut immédiat, si bien qu’ensuite, Kearney a saisi toutes les occasions de se produire sur une scène.
Il s’initie au jeu, il figure dans des publicités et participe même à des pièces de théâtre. Après quelques années, il commence à composer ses propres chansons et à participer à différents concours. Il fait ses véritables débuts au concours Secondaire en spectacle, où il accède au niveau provincial. Il participe ensuite au Cabaret Festif! de la relève. En 2011, à 14 ans seulement, il profite d’une belle vitrine grâce à l’émission Belle et Bum, à Télé-Québec. En effet, le concours «Je joue de la guitare» est organisé pour trouver le meilleur guitariste amateur. Le jeune Kearney hisse à la troisième position, impressionnant plus d’une personne sur son passage, dont la maison de disque Sphère Musique.
Les invitations à se produire sur de plus grandes scènes ne tardent pas. Il décide donc d’aller perfectionner ses talents d’écriture à Petite-Vallée avec Patrice Michaud durant deux étés.

### Ses inspirations
Simon Kearney s’inspire autant de ce qui se fait au Québec qu’à l’international. Il aime la musique de Prince, Beck et Bruno Mars. Selon lui, les artistes d’ailleurs se permettent une grande dose d’extravagance, ce qu’il adore et tente de reproduire à travers ses albums et ses spectacles.
Du côté québécois, il ne peut pas cacher adorer les répertoires de Jean Leloup, Dédé Fortin, Vincent Vallières, Karkwa et Fred Fortin. Le groupe Les Trois Accords agit aussi comme une grande inspiration, surtout avec la pièce «Le bureau du médecin». Pour Kearney, c’est l’exemple parfait pour parler d’un sujet sérieux avec une certaine légèreté.

### Collaboration avec d’autres artistes
Avec son premier album, «La vie en mauve», Simon Kearney a parcouru le Québec. Il a été en plateau double avec Philippe Brach (révélation de l’année au Gala de l’ADISQ en 2015). Kearney a aussi été la première partie de Pascale Picard. Il a, de plus, été guitariste-accompagnateur pour Vincent Vallières, Patrice Michaud, Hubert Lenoir, Jérôme 50 et Pascale Picard,.

## Albums

### Un EP: Eponyme
Cet EP de 4 chansons est le premier travail dans lequel Simon Kearney nous présente ses propres compositions. Sorti le 22 octobre 2013, le EP au style rock a fait connaître le single «Laisse-moi pas tomber».

### Un premier album: «La vie en mauve»
Pour «La vie en mauve», Simon Kearney a pu compter sur Antoine Gratton à la réalisation. Habitué de travailler avec lui (il avait aussi réalisé son EP), Gratton est un véritable mentor pour Kearney. Il l’accompagne aussi au clavier lors de ses spectacles. On peut reconnaître la voix de Camille Poliquin (Milk & Bone) sur les pièces Chaminao et «J’aurais dû la tuer».

### Un second opus: «Maison ouverte»
Cet album est différent du premier puisque Kearney a d’abord élaboré ses textes plutôt que ses mélodies. Il a ensuite donné le ton des mélodies avec la basse, donnant ainsi plus d’impact à la guitare lorsqu’elle intervient. «Maison ouverte» a un style éclectique, que Simon Kearney qualifie de pop’n’roll. Sur cet album, l’artiste a su marier différents genres : le rock, la pop, le synthétiseur, les sons électros et la basse.
Les chansons se veulent un portrait de sa génération : une quête de l’affirmation de soi et des gens qui empruntent tout sauf des lignes droites pour y arriver. Différents thèmes sont abordés, comme le désir, la peine d’amour, les amitiés et l’ambition. Les pièces et les mélodies accrocheuses répandent la joie de vivre, la bonne humeur et l’humour grinçant de l’artiste.
L’opus compte plusieurs collaborations, comme Marc Chartrain (musicien pour Patrice Michaud) à la réalisation et aux arrangements, de Carl Mayotte à la basse, d’Alex McMahon aux synthétiseurs et aux percussions et de Pascale Picard et Marianne Poirier aux chœurs.
Le Devoir a octroyé la note de 3 étoiles sur 5 à l’album, mentionnant au passage l’aspect frondeur de l’artiste.

## Multi-instrumentiste
Simon Kearney a fait son entrée dans l’univers de la musique avec le piano et la guitare. Il maîtrise aussi la batterie, la basse, les synthétiseurs, le banjo, l’harmonica et l’accordéon.

## La pop’n’roll
Simon Kearney qualifie sa musique de pop’n’roll. Ce style est un savant mélange de groove, de soul, de rock’n’roll et de sons directement empruntés aux années 1980 et à la pop des années 90.[réf. nécessaire]

## Discographie
- Ep — 2013
- La vie en mauve — 2015
- Maison ouverte — 2019